# Nymåne

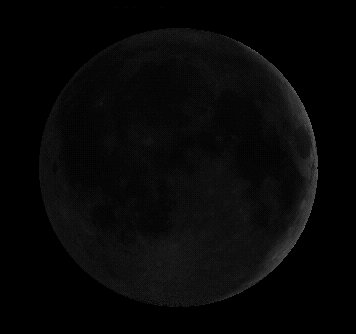
En (nästan) nymåne

Nymåne avser månens fas då den är osynlig på grund av att den icke solbelysta sidan vänds mot jorden och sedan åter framträder efter att ha varit osynlig från jorden. När månen är ny ser den från norra halvklotet ut som en tunn skära, ett kommatecken (månen kommer) eller en högerparentes. I motsatt riktning kallas månen nedan, alternativt vara i nedan. Månskäran kan då liknas vid bokstaven C. (Minnesregel franska Ceder = avtaga.)
Den första observationen av månskäran efter nymåne benämns nytändning, men även danjonmåne.
Vid nymåne händer det att månskivan passerar framför solen och ger upphov till solförmörkelse.
Nymåne kallas också enligt ett gammalt uttryck för Blånedan. "Den blå (svarta) månen går ned".